# Trans-2-decenoil-(acil-nosilac protein) izomeraza
Trans-2-decenoil-(acil-nosilac protein) izomeraza (EC 5.3.3.14, beta-hidroksidekanoil tioestarska dehidraza, trans-2-cis-3-decenoil-ACP izomeraza, trans-2,cis-3-decenoil-ACP izomeraza, trans-2-decenoil-ACP izomeraza, FabM, decenoil-(acil-nosilac-protein) Delta2-trans-Delta3-cis-izomeraza) je enzim sa sistematskim imenom decenoil-(acil-nosilac protein) Delta2-trans-Delta3-cis-izomeraza. Ovaj enzim katalizuje sledeću hemijsku reakciju
trans-dec-2-enoil-[acil-nosilac protein] {\displaystyle \rightleftharpoons } cis-dec-3-enoil-[acil-nosilac protein]
Enzim iz bakterije Escherichia coli je visoko specifičan za 10-ugljenični enoil-ACP.

## Literatura
- Nicholas C. Price; Lewis Stevens (1999). Fundamentals of Enzymology: The Cell and Molecular Biology of Catalytic Proteins (Third изд.). USA: Oxford University Press. ISBN 019850229X.
- Eric J. Toone (2006). Advances in Enzymology and Related Areas of Molecular Biology, Protein Evolution (Volume 75 изд.). Wiley-Interscience. ISBN 0471205036.
- Branden C; Tooze J. Introduction to Protein Structure. New York, NY: Garland Publishing. ISBN 0-8153-2305-0.
- Irwin H. Segel. Enzyme Kinetics: Behavior and Analysis of Rapid Equilibrium and Steady-State Enzyme Systems (Book 44 изд.). Wiley Classics Library. ISBN 0471303097.

## Spoljašnje veze
- Trans-2-decenoyl-(acyl-carrier+protein)+isomerase на 